# Ойоли, Маурицио
Маурицио Ойоли (итал. Maurizio Oioli, 9 июля 1981, Домодоссола, Пьемонт) — итальянский скелетонист, выступающий за сборную Италии с 2002 года. Участник двух зимних Олимпийских игр, неоднократный чемпион национального первенства.

## Биография
Маурицио Ойоли родился 9 июля 1981 года в городе Домодоссола, регион Пьемонт. Заниматься скелетоном начал в 2002 году, когда этот вид спорта вновь вернулся в олимпийскую программу и стал резко набирать популярность. Годом спустя прошёл отбор в национальную команду и дебютировал на Кубке Европы, заняв на январском этапе в Санкт-Морице обычное для новичка двадцать четвёртое место. Тогда же впервые принял участие в заездах молодёжного чемпионата мира, приехав на трассе в немецком Кёнигсзее семнадцатым. При этом на первенстве Италии молодой спортсмен сходу смог подняться до пятой позиции.
Дебют на Кубке мира состоялся для него в январе 2004 года, впервые Ойоли столкнулся с лучшими скелетонистами планеты и на этапе в норвежском Лиллехаммере был, соответственно, лишь тридцать седьмым. Однако чуть позже в австрийском Иглсе финишировал девятым, и это первое его попадание в десятку лучших европейского кубка. Помимо всего прочего, выиграл в этом сезоне национальное первенство, занял шестое место на чемпионате мира среди юниоров в Винтерберге и был восемнадцатым на чемпионате Европы.
В сезоне 2004/05 Ойоли занял девятое место на зимней Универсиаде и дебютировал на взрослом чемпионате мира, показав на трассе в канадском Калгари двадцать шестое время. Благодаря череде успешных выступлений удостоился права защищать честь страны на Олимпийских играх 2006 года в Турине, где впоследствии занял двенадцатую позицию. В сезоне 2007/08 активно участвовал в заездах Межконтинентального кубка, где на домашней трассе в Чезане финишировал тринадцатым. В 2009 году вновь завоевал золото на чемпионате Италии. Тем не менее, Олимпийские игры 2010 года в Ванкувере пропустил, уступив в конкурентной борьбе соотечественнику Николе Дрокко. На чемпионате мира 2012 года в американском Лейк-Плэсиде занял девятнадцатое место, и это пока лучший его результат на мировых первенствах.
В 2014 году Ойоли побывал на Олимпийских играх в Сочи, где финишировал восемнадцатым.